# Quimiometria
Quimiometria é a aplicação de métodos estatísticos ou matemáticos em dados de origem química. A Sociedade Internacional de Quimiometria (International Chemometrics Society - ICS) propõe a seguinte definição:
Quimiometria é a ciência relacionada a medidas realizadas em um sistema ou processo químico, obtendo informações sobre o estado do sistema através da aplicação de métodos matemáticos ou estatísticos.
A pesquisa na área de Quimiometria abrange o desenvolvimento e aplicação de diferentes métodos em dados de origem química.
Métodos estatísticos ou matemáticos como KNN, SINCA, PCA (Principal Component Analysis), PCR (Principal Component Regression), PLS (Partial Least Squares), PARAFAC (Parallel Factor Analysis), NPLS (N-way Partial Least Squares) e redes neurais são os mais utilizados métodos em quimiometria.
De forma geral, estes métodos ou algoritmos são utilizados em técnicas de otimização, planejamento, calibração multivariada, análise exploratória, processamento de sinais, imagens e QSAR (Quantitative structure-activity relationship).
Muitas destes métodos estatísticos ou matemáticos também são utilizados por outras grandes áreas da ciência, tais como a biologia, medicina, etc, e apresentando o mesmo sufixo 'metria', como a biometria, etc.
A Quimiometria é o campo da química que utiliza ferramentas estatísticas e matemáticas para o planejamento e otimização das condições experimentais, e para a extração de informação química relevante de dados químicos multivariados. A diferença entre dados univariados e multivariados é que nos primeiros, a análise dos resultados é feita pela observação do comportamento de uma única variável de cada vez, por exemplo, a concentração de uma espécie de interesse ou uma propriedade físico-química (densidade, viscosidade, ponto de fusão, ponto de ebulição). Nos dados multivariados, é possível analisar mais de uma variável simultaneamente, e assim identificar a correlação entre elas. Este tipo de análise permite um entendimento mais completo e sistematizado dos resultados analíticos. Para ilustrar esta diferença, tomemos como exemplo uma das aplicações mais conhecidas na área farmacêutica: a determinação do teor do princípio ativo em formas farmacêuticas por técnicas espectroscópicas aliadas a métodos quimiométricos de calibração multivariada.
Os métodos para controle de qualidade de fármacos se baseiam nas farmacopeias existentes, as quais indicam em sua maioria a utilização de técnicas cromatográficas, em especial a Cromatografia Líquida de Alta Eficiência (HPLC, do inglês High Performance Liquid Chromatography). Durante a etapa de desenvolvimento do método, a quantificação do analito é realizada pelo uso de equações matemáticas que correlacionam a sua concentração com o sinal instrumental, que no caso da cromatografia é a área do pico. Neste caso, diz-se que a equação matemática que descreve esta relação é univariada, pois a propriedade que se deseja investigar, a concentração, pode ser descrita por uma única variável, o sinal analítico. No entanto, para que o método seja confiável, é necessário garantir que o sinal analítico seja característico somente da espécie de interesse, ou seja, que ele seja seletivo. Isto requer uma etapa prévia de preparo da amostra, o que no caso da cromatografia é obtido pela escolha adequada das condições do método (coluna cromatográfica, fase móvel, temperatura etc.), tendo como consequência o aumento nos custos e no tempo do experimento.